# Уимблдонский турнир 2004
Уимблдонский турнир 2004 — 118-й розыгрыш ежегодного профессионального теннисного турнира серии Большого шлема, проводящегося в Уимблдоне (Лондон, Великобритания) на кортах местного «Всеанглийского клуба лаун-тенниса и крокета». Традиционно выявляются победители соревнования в девяти разрядах: в пяти — у взрослых и четырёх — у старших юниоров.
В 2004 году матчи основных сеток прошли с 21 июня по 4 июля. Соревнование традиционно завершало основной сезон турниров серии на данном покрытии.
Прошлогодние победители среди взрослых:
- мужчины, одиночный разряд —  Роджер Федерер
- женщины, одиночный разряд —  Серена Уильямс
- мужчины, парный разряд —  Йонас Бьоркман и  Тодд Вудбридж
- женщины, парный разряд —  Ким Клейстерс и  Ай Сугияма
- смешанный парный разряд —  Мартина Навратилова и  Леандер Паес

## Соревнования

### Взрослые

#### Мужчины. Одиночный разряд
Роджер Федерер обыграл  Энди Роддика со счётом 4-6, 7-5, 7-6(3), 6-4.
- Федерер выигрывает все свои три финала на турнирах серии.
- Роддик со второй попытки уступает финал турнира серии.

#### Женщины. Одиночный разряд
Мария Шарапова обыграла  Серену Уильямс со счётом 6-1, 6-4.
- представительницы России выигрывают второй подряд турнир серии.
- Уильямс проиграла первый из своих шести последних финалов в рамках турниров серии.

#### Мужчины. Парный разряд
Йонас Бьоркман /  Тодд Вудбридж обыграли  Ненада Зимонича /  Юлиана Ноула со счётом 6-1, 6-4, 4-6, 6-4.
- Бьоркман выигрывает свой седьмой подряд финал в рамках турниров серии.
- Вудбридж обновляет пиковый результат британского турнира серии по числу титулов, одержав свою девятую общую победу.

#### Женщины. Парный разряд
Кара Блэк /  Ренне Стаббс обыграли  Лизель Хубер /  Ай Сугияму со счётом 6-3, 7-6(5).
- Блэк со второй попытки побеждает в финале турнира серии.
- Стаббс выигрывает 1-й титул в сезоне и 4-й за карьеру на соревнованиях серии.

#### Смешанный парный разряд
Кара Блэк /  Уэйн Блэк обыграли  Алисию Молик /  Тодда Вудбриджа со счётом 3-6, 7-6(8), 6-4.
- Кара выигрывает 1-й титул в сезоне и 2-й за карьеру на соревнованиях серии.
- Уэйн выигрывает 1-й титул в сезоне и 2-й за карьеру на соревнованиях серии.

### Юниоры

#### Юноши. Одиночный турнир
Гаэль Монфис обыграл  Майлза Касири со счётом 7-5, 7-6(6).
- Монфис стал первым теннисистом с 1988 года, выигравшим в рамках календарного года сразу три титула на турнирах серии.

#### Девушки. Одиночный турнир
Катерина Бондаренко обыграла  Ану Иванович со счётом 6-4, 6-7(2), 6-2.
- представительница Украины впервые в истории победила на турнире серии.

#### Юноши. Парный турнир
Брендан Эванс /  Скотт Оудсема обыграли  Робина Хасе /  Виктора Троицки со счётом 6-4, 6-4.
- американская мононациональная пара выиграла британский турнир серии впервые с 1989 года.

#### Девушки. Парный турнир
Виктория Азаренко /  Ольга Говорцова обыграли  Марину Эракович /  Монику Никулеску со счётом 6-4, 3-6, 6-4.
- мононациональная пара выигрывает британский турнир серии впервые с 1993 года.